# 蔡寶仁
蔡寶仁（?—?），江西省瑞州府新昌縣人，清朝政治人物、同進士出身。
光緒十六年（1890年），参加光緒庚寅科殿試，登進士三甲176名。同年五月，授刑部主事。